# Церковь Покрова Божией Матери (Нижняя Ореанда)
Церковь Покрова Божией Матери — православный храм в посёлке Ореанда в Крыму. Построен по заказу великого князя Константина Николаевича Романова в 1885 году. Относится к Ялтинскому благочинию Симферопольской и Крымской епархии Русской православной церкви.
Церковь построена по проекту академика Алексея Авдеева и украшена мозаиками Антонио Сальвиати. В строительстве принимали участие художник князь Григорий Гагарин, академики Давид Гримм и Михаил Васильев.
В конце XIX — начале XX века храм считался одним из наилучших на ЮБК. В нём служил Иоанн Кронштадтский, причащалась княгиня Елизавета Федоровна. Начиная с Александра III, в церкви молились все члены императорской фамилии.

## История
Великий князь сам выбрал место и название будущего храма. Во время торжественной закладки церкви в фундамент была заложена дощечка С надписью: «Во имя Отца и Сына и Святаго Духа: усѣрдием и ревностью владѣльца Оріанды Его Императорского Высочества государя Великого Князя Константина Николаевича сооружаѣтся храмъ сей въ память Праздника Покрова Пресвятые Богородицы. Апрель, 31 дня 1884 года въ лѣто III РХ. Аминь».
2 мая 1885 года по распоряжению Константина Николаевича была сделана первая фотография строительства, затем каждый месяц делались новые снимки. До 8 июня стены были выгнаны до высоты карнизов и установлены шесть внешних крестов. До 14 июля возведены арки и своды центральной части. Колокола освятили 21 сентября 1885 года.

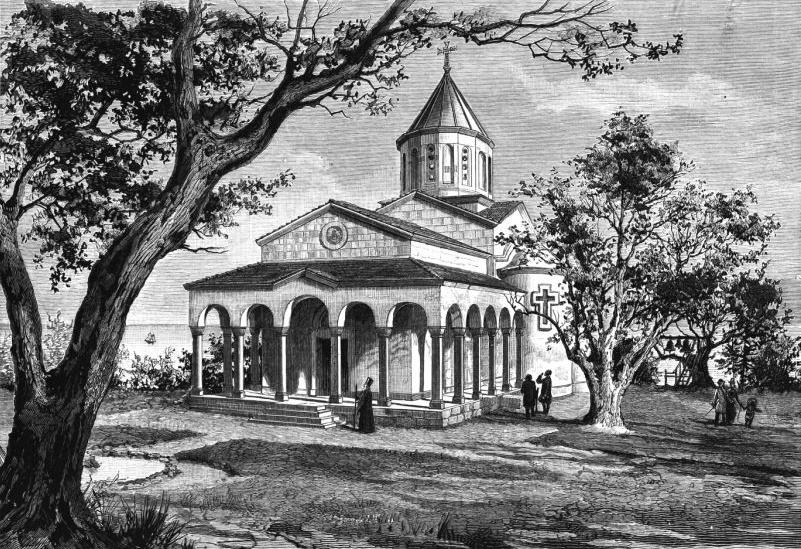
Гравюра церкви в журнале «Нива». М. Рашевский, 1888 год

В 1924 году храм был закрыт и передан организации по охране памятников. В 1927 году здание пострадало от землетрясения. Церковь планировалось снести, пытались сбросить крест, но он сломался у основания. Храм переоборудовали под механические мастерские, строительный и овощной склады.
В 1992 году храм вернули верующим. В нём проводятся богослужения и идёт частичная реставрация. В 2001 году рядом с церковью построили колокольню. В Донецке отлили колокол весом 603 кг.

## Архитектура
Храм построен в грузинско-византийском стиле. Для строительство использовался камень, из которого возводили дворец в Ореанде. Строение небольшое, крестообразной формы, с одним куполом. В барабане узкие арочные оконных прорези, в которых расположены по четыре круглых окна. Купол венчает четырёхконечный византийский бронзовый золоченый ажурный крест. Его украшает очень редкое в иконографии изображение Христа без бороды. Северная, западная и южная стороны храма обрамлены арочной галереей.
Церковь решили строить недалеко от Адмиральского домика Вел. князя, возле которого росли большие дубы. Вел. князь пожелал их сохранить, поэтому алтарь немного повернули на юго-восток. В качестве колокольни использовался растущий рядом дуб. Колоколов было пять: от 3 до 160 кг.
Покровская церковь отличалась богатым убранством. Оконные рамы в барабане большие кресты, украшающие внешние стены, изготовили в Ливорно из белого каррарского мрамора. Желто-оранжевые оконные стекла наполняли храм мягким солнечным светом. Резной иконостас был сделан мастером Кубышко из ореха, дуба, кипариса и можжевельника. Храм украшен мозаикой, большей частью до наших дней не дошедшей. Почти полностью уничтожены образ Покрова Богородицы и ещё девять икон.